# أنور العنزي
أنور العنزي لاعب كرة قدم سعودي و يلعب في الوسط لعب سابقاً مع نادي الجبلين السعودي.